# نادی‌گرشد
نادْیْ‌گِرِشد (به مجاری:  Nagygeresd) یک شهرداری در مجارستان است که در واش واقع شده‌است. نادی‌گرشد ۹٫۴ کیلومتر مربع مساحت و ۲۸۷ نفر جمعیت دارد.